# Васильчиков, Георгий Илларионович
Князь Георгий Илларионович Васильчиков (англ. George H. Vassiltchikov; 22 ноября 1919, Больё-сюр-Мер, Франция — 4 января 2008, Роль, Швейцария) — русский переводчик, издатель, представитель княжеского рода Васильчиковых. Потомок русских эмигрантов первой волны. Во время Второй мировой войны работал в Германской службе вещания в 1941—1942 годах, позже участвовал во французском Движении Сопротивления. После окончания войны работал переводчиком на Нюрнбергском процессе и в Секретариате ООН.

## Происхождение и семья
Родился 22 ноября 1919 года в Больё-сюр-Мер, Франция. Отец — князь Илларион Сергеевич Васильчиков, депутат Государственной думы Российской империи IV созыва. Мать — княгиня Лидия Леонидовна Васильчикова, урождённая княжна Вяземская. В семье его называли «Джорджи». Родители покинули Крым в 1919 году на корабле вдовствовавшей императрицы Марии Фёдоровны, однако в самом Больё-сюр-Мер проживали недолго. Поскольку семья владела поместьями в Ковенской губернии (с 1918 года Литовская Республика, ныне Литва), отец получил литовское гражданство.
Георгий Васильчиков пользовался большой популярностью у женщин за открытую душу, деликатность и красоту. В возрасте 42 лет он пытался просить руки 14-летней тогда Бенедетты Бардзини, дочери итальянского журналиста и писателя Луиджи Бардзини, но получил от неё категорический отказ. Его супругой стала Барбарина де Келлер (нем. Barbarina de Keller, 1941—2010), внучка художника-геральдиста Эмиля фон Келлера и дочь швейцарского дипломата Ги фон Келлера. В браке родились сын Александр и дочь Наташа, а Георгий Илларионович также 
вырастил внуков.

## Ранние годы. Война
Георгий Илларионович провёл своё детство и юность в Германии, Франции и Литве, где и учился. В Литве он начал собирать книги на русские исторические темы, преимущественно по морской истории. При этом он сохранял все семейные традиции, связанные с русской культурой. В декабре 1939 года, в самом начале Второй мировой войны, после разгрома гитлеровцами Польши и предъявления Советским Союзом ультиматума Литовской Республике семья решила покинуть Литву. Георгий с матерью покинули территорию страны в начале января 1940 года, а отец уехал в июне того же года. Из Берлина Лидия и Георгий отправились в Силезию, а оттуда в Рим, где Георгий пробыл до лета 1941 года, успев поступить в местный университет.
С литовскими паспортами семья могла свободно передвигаться по Европе: в сентябре 1941 года они собрались на свадьбе княжны Татьяны Илларионовны с князем Паулем фон Меттернихом, а сам Георгий задержался на несколько недель. Вскоре немцы объявили запрет на свободное передвижение, из-за чего князь не мог выбраться долго из Берлина. С помощью знакомых Георгий Илларионович сумел «унаследовать» работу его сестры Марии («Мисси») в Германской службе радиовещания и поступить в Берлинский университет, однако в сентябре 1942 года сумел обманом пробраться в занятый немцами Париж, где поступил в Свободную школу политических и социальных наук (фр. Ecole libre des Sciences Politiques et Sociales). С этого же момента Васильчиков начал сотрудничать с французским Движением Сопротивления, переводя на сторону союзников советских военнопленных, которых немцы сгоняли на борьбу против «маки» и на строительство Атлантического вала.

## Переводчик на Нюрнбергском процессе
После освобождения Парижа с августа 1944 года Васильчиков работал редактором некоторых французских СМИ, а в октябре американцы завербовали его для работы устным переводчиком на грядущем процессе над нацистскими военными преступниками, который должен был стать первым в истории процессом с синхронным переводом. В отборе переводчиков участвовали помощник американского обвинителя на процессе Роберта Джексона Джеймс Донован и полковник Леон Достерт. В команде переводчиков было немало представителей русской эмиграции, которые владели несколькими языками и свободно могли с них переводить: так, в делегацию вошли будущий глава отдела синхронных переводчиков ООН Юрий Хлебников и княгиня Татьяна Трубецкая.
Хотя при разговоре Васильчиков заикался, во время работы в кабине переводчика он говорил без единой запинки. Идею приглашения Васильчикова подал Юрий Хлебников, который случайно услышал синхронный перевод в исполнении Васильчикова. Французский помощник Донована случайно услышал речь Васильчикова во время работы в кабине, однако когда услышал его речь с заиканием, отказался его брать в группу, не поверив поначалу даже объяснениям Хлебникова. Только после проведённого эксперимента с синхронным переводом Васильчикова приняли в команду. Уже позже специалисты выяснили, что Васильчиков, надевая во время своей работы наушники, сосредотачивал всё внимание на речи выступающего в зале и фактически не слышал собственный голос, что позволяло ему говорить без запинки.
В Нюрнберге с Васильчиковым работала советская переводчица Татьяна Ступникова, у которой князь, по её словам, пробудил «чувство глубокой симпатии». Они участвовали в переводе допроса Ганса Фриче, лёгкость которого князь предсказал фразой: «Сегодня будут допрашивать Фриче, вот лафа!» От князя Татьяна получила первый том книги Ганса Гизевиуса «До горького конца» с автографом князя, однако страницу с автографом вырвала и сожгла, о чём позже сожалела. По словам присутствовавшего на процессе журналиста Аркадия Полторака, Васильчиков был удивлён масштабами работы советских синхронных переводчиков в Нюрнберге, которые дополнительно переводили документы процесса, и даже спрашивал, зачем они это делают, если им дополнительно не платят за это. В Нюрнберге Васильчиков работал до августа 1946 года, после чего перешёл в образованный Секретариат ООН.

## Сотрудник Секретариата ООН и De Beers
В 1947—1960 годах Васильчиков работал устным переводчиком при ООН от делегации США: он посетил много стран Европы, Северной Африки, Центральной Америки и Азии, а также год пробыл в Индонезии. С его слов, в Индонезию он прибыл в составе комиссии ООН во время войны индонезийцев за независимость: Васильчиков пытался добиться прекращения боестолкновений между нидерландским экспедиционным корпусом и местными националистами, однако сам чуть не погиб, попав в засаду. О самой работе переводчика он отзывался иронически, а в беседе с князем Лобановым-Ростовским, который преподавал геологию и подрабатывал переводчиком, даже дал ему следующий совет: «Никогда, ни за какие деньги не идите в переводчики, потому что вы всю жизнь останетесь переводчиком. Дальше карьеры у вас не будет». Работая в Нью-Йорке, он выезжал на отдых в Коннектикут.
В 1960 году Васильчиков переехал в Швейцарию, устроившись на работу в административно-финансовое подразделение Европейского отделения Секретариата ООН в Женеве. Он занимал пост старшего сотрудника административных инспекторов ООН до января 1977 года. В то же время он не смог избавиться от заикания до конца: так, в 1968 году на второй сессии Конференции ООН по торговле и развитию в Дели, он, заикаясь, произнёс свою фамилию, которую встречавший его дворецкий в точности повторил со всеми паузами, связанными с заиканием. После ухода из ООН стал главным советником по связям с СССР/Россией в компании De Beers — международном алмазном консорциуме, который имел давнюю историю деловых отношений с Советской Россией и занимался благотворительной деятельностью.

## Деятельность в России
Коллега Георгия Васильчикова по De Beers барон Эдуард Фальц-Фейн несколько раз посещал СССР, за что Васильчиков, прежде не посещавший свою историческую родину, укорял его. Однако вскоре и сам князь стал направляться компанией в СССР, что привело к изменению его отношения к подобным поездкам. По словам барона, представители русской эмиграции первой волны неоднократно смотрели на Фальц-Фейна и Васильчикова с подозрением в связи с такими поездками. Во время и после Перестройки Васильчиков совершил множество поездок в Россию, объехав почти всю страну и посетив, в частности, Якутию и бывшие имения своих предков Вяземских. По воспоминаниям современников, к встречавшим его людям в России князь относился благосклонно и привлекал многих своей непосредственностью.
В письме главному редактору журнала «Наше наследие» Владимиру Енишерлову от 15 октября 1999 года Георгий Васильевич писал о своём сотрудничестве с Раисой Максимовной Горбачёвой, которая входила в руководство Фонда культуры и оказывала помощь в приобретении на Западе архивов писателей и поэтов русской эмиграции. Князь содействовал академику Дмитрию Сергеевичу Лихачёву в возвращении в Россию реликвий русской культуры — архивов, книг, периодических изданий русского зарубежья, которые поступили в российские библиотеки и музеи. Он находил средства за рубежом для приобретения и перевозки реликвий. Среди возвращённых им в Россию реликвий были гравюра с планом Москвы XVI века (подарена мэру Москвы Юрию Лужкову, а также прижизненное издание «Повестей покойного Ивана Петровича Белкина», переданное Всесоюзному музею А. С. Пушкина. Сам князь регулярно составлял «меморандумы» о положении в России, рассылая их корреспондентам по миру.
Васильчиков был свидетелем событий сентября—октября 1993 года в Москве. Он всецело поддерживал реформы Бориса Ельцина и резко реагировал на любые аргументы противников: по словам Владимира Енишерлова, он даже был готов закрывать глаза на любые последствия воцарившейся разрухи «лихих девяностых». В частности, князь искренне считал, что «новые русские» станут в дальнейшем «фундаментом свободного общества». В письме к Д. К. Иванову и В. П. Енишерлову от 1 декабря 1999 года он выражал сомнения в том, что Россия сможет путём реформ добиться возвращения Чечни под свой контроль.

## Издательская деятельность
В течение двадцати лет Георгий Илларионович входил в редакционный совет журнала «Наше наследие», в котором публиковал разные архивные материалы, в том числе «Лотаревскую книгу судеб» о разгроме летом 1917 года имения Васильчиковых-Вяземских Лотарево и гибели его обитателей. Начало сотрудничества князя с журналом началось в 1989 году, когда им было опубликовано эссе «Библиотека Анны Степановны» о библиотеке своей прабабки, графини А. С. Протасовой, и о книгах, хранившихся в литовском имении Васильчиковых Юрбурге. В конце своей жизни Георгий Илларионович занялся реализацией проекта «Архива семьи Васильчиковых-Вяземских», издав мемуары князей Иллариона Сергеевича (своего отца) и Бориса Александровича (псковского губернатора, своего дяди). Помимо этого, он готовил к изданию полный двухтомный текст воспоминаний своей матери Л. Л. Васильчиковой и опубликовал несколько глав собственных мемуаров в «Новом журнале», «New Yorker», «Нашем наследии» и других изданиях.
В 1985 году при участии Васильчикова впервые был издан дневник его сестры княжны Марии, который она вела в годы Второй мировой войны на английском языке: книга была издана в Англии под названием «The Berlin Diaries». В ходе подготовки книги к печати Васильчиков обращался за дополнительной информацией и материалами к людям, которые в той или иной степени были знакомы с Марией. К 1993 году этот дневник был издан уже на девяти языках. Первые фрагменты выдержек из дневника, переведённые на русский язык, были приведены в журнале «Наше наследие», а в 1994 году был опубликован полный русский перевод книги под названием «Берлинский дневник», выполненный Е. В. Маевским. Этот перевод был снабжён предисловием и комментариями от Георгия Васильчикова: князь полагал, что дневник обрёл успех потому, что его сестре «случилось быть там, где свершается история» (в 1987 году книга стала бестселлером The New York Times). В то же время существует версия, что сам Георгий Васильчиков мог быть подлинным автором дневника.

## После выхода на пенсию
Со слов Георгия Илларионовича, во время одной из деловых поездок в Россию он отравился несвежей устрицей, из-за чего у него осталась пожизненно парализованной правая нога: самому ему пришлось уйти на пенсию. После ухода на пенсию проживал в швейцарском городе Роль на берегу Женевского озера, называя его в шутку «моя яхта». Квартиру в городе он приобрёл в 1960 году, когда только-только переехал туда: в доме, где была квартира, родился учитель французского языка Фредерик-Сезар де Лагарп, учивший императора Александра I и его брата Константина.
Князь Васильчиков скончался 4 января 2008 года в Роле. Отпевание состоялось в православном соборе в Женеве и соборе святого князя Александра Невского на улице Дарю в Париже. Похоронен на русском кладбище Сент-Женевьев-де-Буа.